# Нигерија на Светском првенству у атлетици на отвореном 2015.
Нигерија је на Светском првенству у атлетици на отвореном 2015. одржаном у Пекингу од 22. до 30. августа, учествовала петнаести пут, односно учествовала је на свим првенствима до данас. Репрезентацију Нигерије представљало је 16 (3 мушкарца и 13 жена) који су се такмичили у 12 дисциплине (3 мушке и 9 женских).,
На овом првенству Нигерија није освојила ниједну медаљу. У табели успешности према броју и пласману такмичара који су учествовали у финалним такмичењима (првих 8 такмичара) Нигерија је са 3 учесника у финалу делила 49. место са освојених 6 бодова.
Такмичари Нигерије су поставили 1 лична рекорда, остварен је 1 најбољи национални и три најбоља лична резултата сезоне.
| Плас. | Земља    | 1. место | 2. место | 3. место | 4. место | 5. место | 6. место | 7. место | 8. место | Бр. финал. | Бод. |
| ----- | -------- | -------- | -------- | -------- | -------- | -------- | -------- | -------- | -------- | ---------- | ---- |
| =49.  | Нигерија | 0        | 0        | 0        | 0        | 1        | 0        | 0        | 2        | 3          | 6    |

## Учесници
| Мушкарци: - Tega Odele — 200 м - Miles Ukaoma — 400 м препоне - Тосин Оке — Троскок | Жене: - Блесинг Окагбаре — 100 м, 200 м - Patience Okon George — 400 м, 4 х 400 м - Реџина Џорџ — 400 м, 4 х 400 м - Tosin Adeloye — 400 м, 4 х 400 м - Lindsay Lindley — 100 м препоне - Amaka Ogoegbunam — 400 м препоне - Глорија Асумну — 4 х 100 м - Стефани Калу — 4 х 100 м - Дебора Олувасеун Одејеми — 4 х 100 м - Сесилија Френсис — 4 х 100 м - Funke Oladoye — 4 х 400 м - Дорин Амата — Скок увис - Ухунома Осазува — Седмобој |  |

## Резултати

### Мушкарци
| Атлетичар    | Дисциплина    | Лични рекорд | Квалификације | Квалификације | Полуфинале            | Полуфинале            | Финале                | Финале       | Детаљи                                   |
| Атлетичар    | Дисциплина    | Лични рекорд | Резултат      | Место         | Резултат              | Место                 | Резултат              | Место        | Детаљи                                   |
| ------------ | ------------- | ------------ | ------------- | ------------- | --------------------- | --------------------- | --------------------- | ------------ | ---------------------------------------- |
| Tega Odele   | 200 м         | 20,47        | 20,49         | 6. у гр. 2    | Нису се квалификовали | Нису се квалификовали | Нису се квалификовали | 30 / 54 (60) |                                          |
| Miles Ukaoma | 400 м препоне | 48,84        | 49,38         | 5. у гр. 3    | Нису се квалификовали | Нису се квалификовали | Нису се квалификовали | 25 / 40 (44) | Архивирано на веб-сајту (29. април 2018) |
| Тосин Оке    | Троскок       | 17,23        | 16,74         | 6. у гр. А    |                       |                       | 16,81                 | 8 / 27 (28)  |                                          |

### Жене
| Атлетичарка                                                           | Дисциплина    | Лични рекорд        | Квалификације   | Квалификације   | Полуфинале            | Полуфинале            | Финале                | Финале                | Детаљи |
| Атлетичарка                                                           | Дисциплина    | Лични рекорд        | Резултат        | Место           | Резултат              | Место                 | Резултат              | Место                 | Детаљи |
| --------------------------------------------------------------------- | ------------- | ------------------- | --------------- | --------------- | --------------------- | --------------------- | --------------------- | --------------------- | ------ |
| Блесинг Окагбаре                                                      | 100 м         | 10,79 (+1,1 м/с) НР | 11,07 КВ        | 1. у гр. 2      | 10,89 КВ              | 2. у гр. 1            | 11,02                 | 8 / 45 (46)           |        |
| Блесинг Окагбаре                                                      | 200 м         | 22,23               | Није стартовала | Није стартовала | Није се квалификовала | Није се квалификовала | Није се квалификовала | Није се квалификовала |        |
| Реџина Џорџ                                                           | 400 м         | 50,84               | 51,74           | 4. у гр. 4      | Није се квалификовала | Није се квалификовала | Није се квалификовала | 25 / 41 (42)          |        |
| Patience Okon George                                                  | 400 м         | 50,76               | 50,87 КВ        | 3. у гр. 5      | 50,76 ЛР              | 4. у гр. 2            | Није се квалификовала | 10 / 41 (42)          |        |
| Tosin Adeloye                                                         | 400 м         | 51,92               | 52,42           | 5. у гр. 2      | Нису се квалификовале | Нису се квалификовале | Нису се квалификовале | 33 / 41 (42)          |        |
| Lindsay Lindley                                                       | 100 м препоне | 12,97               | 13,30           | 6. у гр. 5      | Нису се квалификовале | Нису се квалификовале | Нису се квалификовале | 31 / 37               |        |
| Amaka Ogoegbunam                                                      | 400 м препоне | 55,46               | 58,16           | 7. у гр. 5      | Нису се квалификовале | Нису се квалификовале | Нису се квалификовале | 33 / 36 (37)          |        |
| Глорија Асумну Стефани Калу Дебора Олувасеун Одејеми Сесилија Френсис | 4 х 100 м     | 42,39 НР            | 58,16           | 8. у гр. 1      |                       |                       | Нису се квалификовале | 16 / 16               |        |
| Реџина Џорџ2 Funke Oladoye Tosin Adeloye2 Patience Okon George3       | 4 х 400 м     | 3:21,04 НР          | 3:23,27 КВ НРС  | 1. у гр. 1      | 3:25,11               | 5 / 16                |                       |                       |        |
| Дорин Амата                                                           | Скок увис     | 1,95 НР             | 1,92 КВ         | 1. у гр. А      | 1,88                  | 12 / 17 (30)          |                       |                       |        |

- Атлетичарке означене бројевима, су учествовале у више дисциплина

#### Седмобој
| Дисциплина    | Ухунома Осазува | Ухунома Осазува | Ухунома Осазува | Ухунома Осазува | Ухунома Осазува | Ухунома Осазува |
| Дисциплина    | Лич. рек.       | Резултат        | Бод.            | Плас.           | Укупно          | Плас.           |
| ------------- | --------------- | --------------- | --------------- | --------------- | --------------- | --------------- |
| 100 м препоне | 13,28           | 13,75           | 1.014           | 20.             |                 |                 |
| Скок увис     | 1,87            | 1,83            | 1.016           | 9.              | 2.030           | 16.             |
| Бацање кугле  | 13,12           | 11,79           | 647             | 32.             | 2.677           | 23.             |
| 200 м         | 23,82           | 24,36           | 946             | 10.             | 3.623           | 22.             |
| Скок удаљ     | 6,52            | 6,21 ЛРС        | 915             | 8.              | 4.538           | 17.             |
| Бацање копља  | 41,23           | 36,88           | 608             | 27.             | 5.146           | 19.             |
| 800 м         | 2:22,07         | 2:21,36 ЛР      | 805             | 19.             |                 |                 |
| Седмобој      | 6.106 НР        |                 |                 |                 | 5.951           | 18 / 28 (36)    |